# Syntomodrillia lissotropis
Syntomodrillia lissotropis é uma espécie de gastrópode do gênero Syntomodrillia, pertencente a família Drilliidae.